# Liste der Biografien/Baca
Liste der Biografien |
Portal Biografien |
Personensuche
# |
A |
B |
C |
D |
E |
F |
G |
H |
I |
J |
K |
L |
M |
N |
O |
P |
Q |
R |
S |
T |
U |
V |
W |
X |
Y |
Z |
?
 
Ba |
Be |
Bd |
Bg |
Bh |
Bi |
Bj |
Bl |
Bm |
Bn |
Bo |
Br |
Bs |
Bu |
Bw |
By |
Bz
 
Baa |
Bab |
Bac |
Bad |
Bae |
Baf |
Bag |
Bah |
Bai |
Baj |
Bak |
Bal |
Bam |
Ban |
Bao |
Bap |
Baq |
Bar |
Bas |
Bat |
Bau |
Bav |
Baw |
Bax–Baz
 
Baca |
Bacc |
Bace |
Bach |
Baci |
Back |
Bacl |
Bacm |
Baco |
Bacq |
Bacr |
Bacs |
Bacu |
Bacv |
Bacy |
Bacz
Die Liste der Biografien führt alle Personen auf, die in der deutschsprachigen Wikipedia einen Artikel haben. Dieses ist eine Teilliste mit 35 Einträgen von Personen, deren Namen mit den Buchstaben „Baca“ beginnt.

## Baca
- Baca, Arnold (* 1962), österreichischer Bewegungswissenschaftler und Biomechaniker
- Baca, Edward D. (1938–2020), US-amerikanischer Offizier, Generalleutnant der US Army
- Baca, Elfego (1865–1945), US-amerikanischer Ordnungshüter, Anwalt und Politiker
- Bača, Jerguš (* 1965), slowakischer Eishockeyspieler
- Baca, Joe (* 1947), amerikanischer Politiker
- Baca, Joe Jr. (* 1969), US-amerikanischer Politiker
- Baca, José A. († 1924), US-amerikanischer Politiker
- Baca, Judith (* 1946), US-amerikanische Installationskünstlerin, Wandmalerin, Aktivistin und Hochschullehrerin
- Bača, Juraj (* 1977), slowakischer Kanute
- Baca, Rafael (* 1989), mexikanischer Fußballspieler
- Baca, Susana (* 1944), afro-peruanische Sängerin, Songschreiberin, Musikethnologin und Kulturpolitikerin
- Baca-Flor, Carlos († 1941), peruanischer Maler

### Bacak
- Baćak, Ivan (* 1987), kroatischer Fußballspieler
- Bacak, Marko (* 1995), deutsch-kroatischer Basketballspieler
- Bacak, Muzaffer, deutscher Karateka

### Bacal
- Bacal, Igor (* 1974), moldauischer Biathlet
- Bacall, Lauren (1924–2014), US-amerikanische SchauspielerinLauren Bacall (1924–2014)

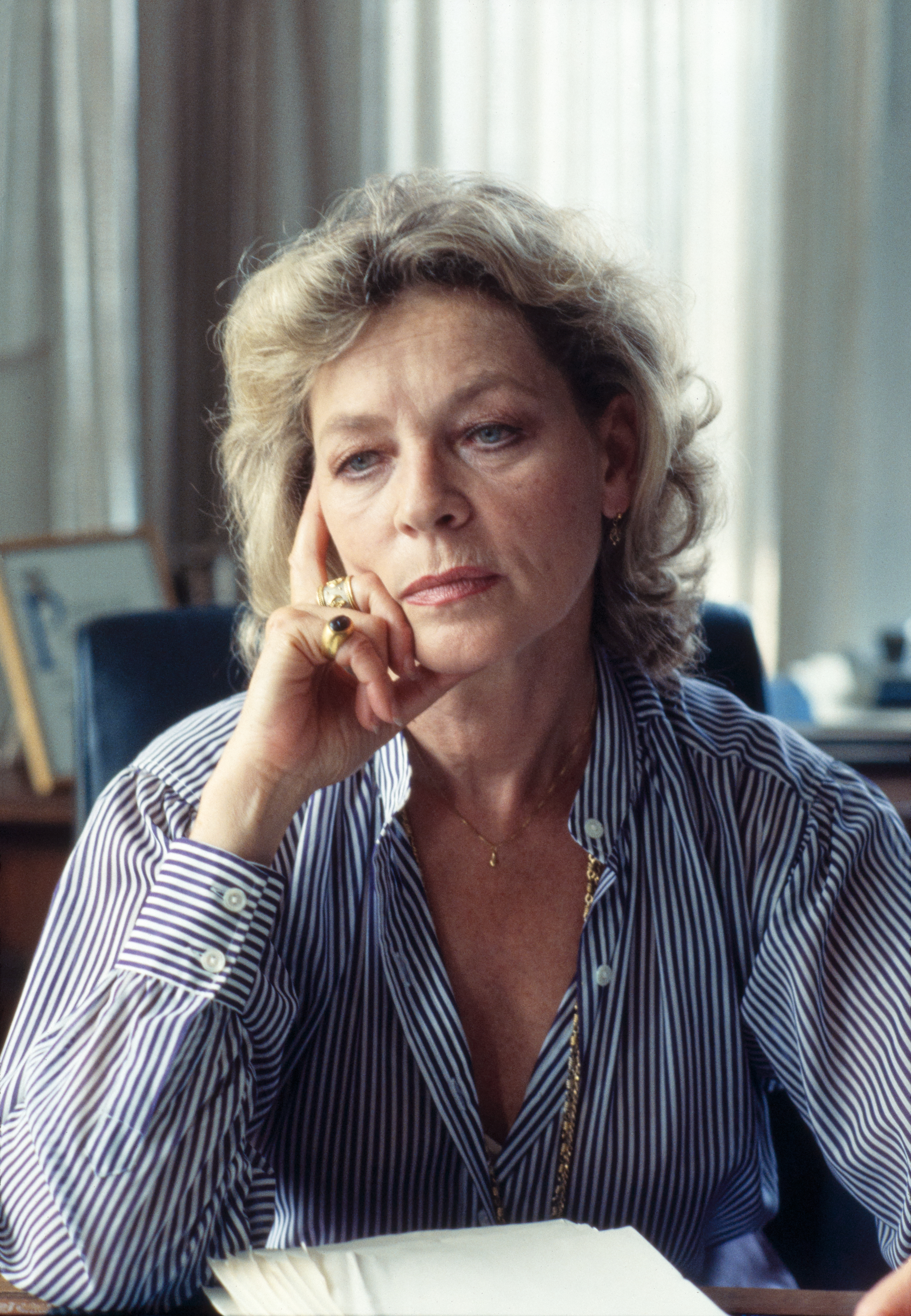
Lauren Bacall (1924–2014)

- Bacallao Alonso, Yusnel (* 1988), kubanischer Schachspieler
- Bacaloglu, Elena (1878–1947), rumänische Journalistin, Literaturkritikerin, Romanautorin und militante Faschistin
- Bacalov, Luis (1933–2017), argentinischer FilmkomponistLuis Bacalov (1933–2017)

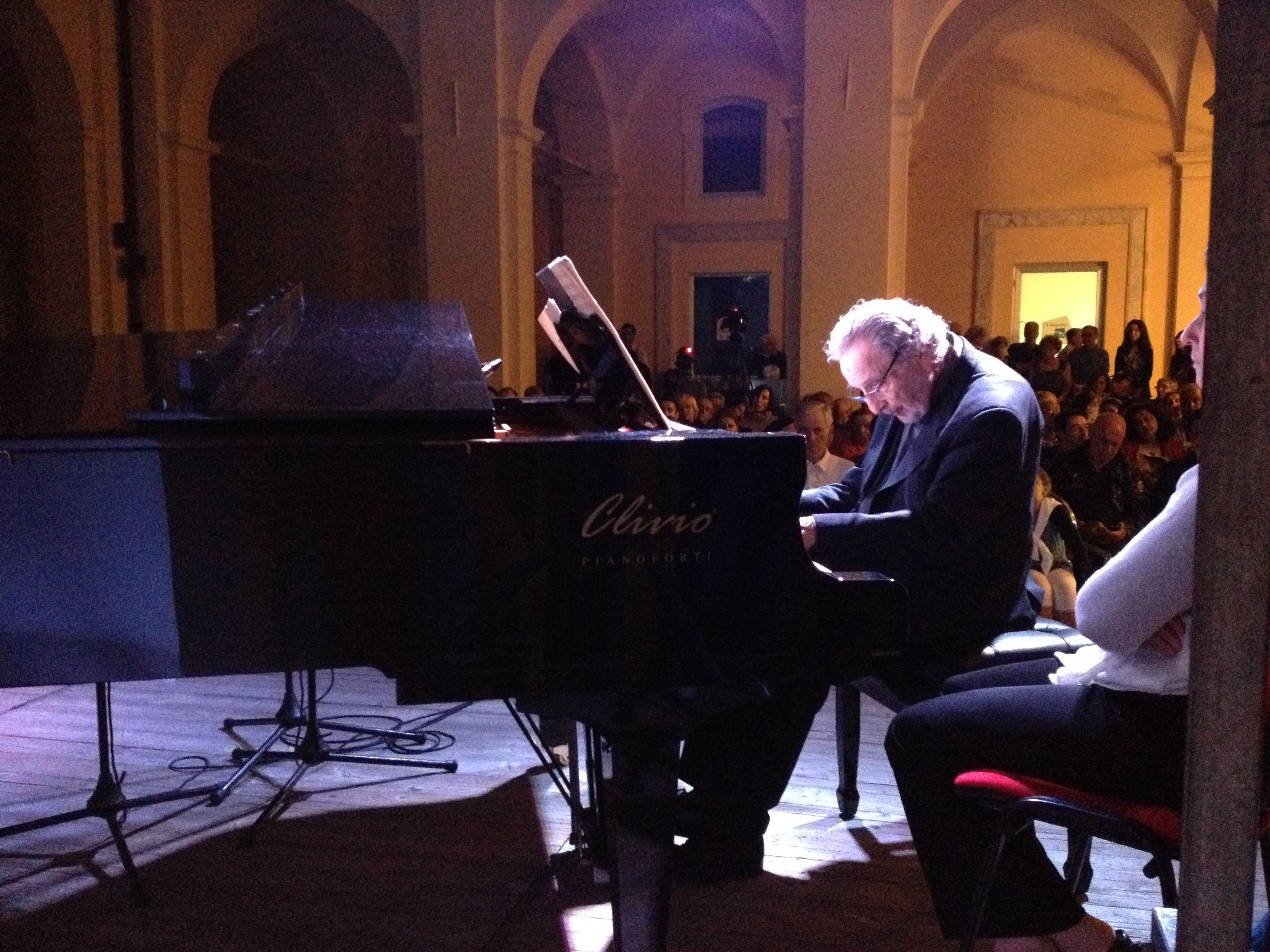
Luis Bacalov (1933–2017)

- Bacalso, Joanna (* 1976), philippinisch-kanadische Schauspielerin und ehemaliges Model

### Bacan
- Bacani, Nico (* 2003), deutscher Handballspieler
- Bacani, Teodoro (* 1940), philippinischer Geistlicher, emeritierter römisch-katholischer Bischof von Novaliches
- Bacani, Xyza Cruz (* 1987), philippinische Fotografin und Menschenrechtsaktivistin
- Bacanu, Bogdan (* 1975), österreichischer Marimbaspieler

### Bacao
- Bacaouni, Georges (* 1962), libanesischer Geistlicher, melkitischer Erzbischof von Beirut und Jbeil

### Bacap
- Bacapon (* 1979), deutscher Rapper türkischer Abstammung

### Bacar
- Bacar, Mohamed (* 1962), komorischer Politiker und ehemaliger Präsident der Insel Anjouan in der Union der Komoren
- Bacarani, Ülvi (* 1995), aserbaidschanischer Schachspieler
- Bacardí, Facundo (1814–1886), spanisch-kubanischer Unternehmer und Gründer von Bacardi Limited
- Bacari, Elie (* 2003), belgisch-ivorischer Hürdenläufer
- Bacarisse, Salvador (1898–1963), spanischer Musiker und Komponist
- Bacarreza Rodríguez, Felipe (* 1948), chilenischer Geistlicher, emeritierter römisch-katholischer Bischof von Santa Maria de Los Ángeles

### Bacas
- Bacas, Eduardo (* 1953), argentinischer Fußballspieler und -trainer
- Bacashihua, Jason (* 1982), US-amerikanischer Eishockeytorwart